# Rune Povlsen
Rune Povlsen (født 31. juli 1988) er en dansk fodboldspiller, hvis primære position er på den offensive midtbane.

## Spillerkarriere
Han har i sin ungdomstid tidligere spillet for de bornholmske fodboldklubber IK Viking og Rønne IK og fik spillet kampe på FC Bornholms ynglingehold. I sommerpausen 2005 skiftede han til jyske Silkeborg IF og blev indlemmet på klubbens hold i Ynglingeligaen.
Han vendte efterfølgende tilbage til Bornholm og indtil sommerpausen 2007 spillede han for den lokale klub Rønne IK. Her blev han noteret for en række 1. seniorkampe på klubbens fælles seniorsamarbejde med Knudsker IF i Bornholmsserien under navnet Knudsker IF/Rønne IK.
Hans præstationer for det daværende tophold i Bornholmsserien var medvirkende årsag til at han som 18-årig i forsommeren 2007 skrev under på en professionel kontrakt med 2. divisionsklubben Fremad Amager med sportslig virkning fra den 1. juli efter en af ejerne bag det professionelle divisionshold, Todi Jónsson, personligt havde sagt god for ham. Han fik sin førsteholdsdebut den 8. august samme år i forbindelse med en udebanekamp i 1. runde af DBUs Landspokalturnering mod Herstedøster IC, hvor han samtidig lavede sin første officielle scoring for klubben. I efteråret 2007 spillede han endvidere en del kampe på klubbens talenttrup (U/21-mandskabet).
Efter en halv sæson og fire kampe for amagerkanerne valgte Povlsen den 30. januar 2008 at skifte til 2. divisionskollegaerne fra Glostrup F.K. med øjeblikkelig virkning i erkendelse af at konkurrencen om pladserne på førsteholdet var blevet større efter vinterens transfervindue.
Efter en god præstation i Glostrup, fik Brøndby IF øjnene op for talentet.
Her spiller han stadig den dag i dag, på deres andet hold.